# Tour de l'Ain
Tour de l'Ain är ett etapplopp i landsvägscykling som avhållits årligen sedan 1989 i och kring Jurabergen i det franska departementet Ain. Det inleddes som ett lopp för amatörer, öppnades för professionella 1993 och blev rent professionellt 1996. Från 1996 hade det UCI-status 2.5, vilken uppgraderades till 2.3 2002 och 2.1 2005. Loppet körs vanligen i mitten av augusti (under 2018 och 2019 dock i maj och 2021 de sista dagarna i juli) - oftast lite drygt en vecka före Vuelta a España (för vilken Tour de l'Ain därför ofta används som "uppvärmning" eller "test"). Sedan 2018 består loppet av tre etapper (dessförinnan varierade antalet mellan fyra och sex): den första relativt platt i västra Ain, den andra "backig" i departementets sydöstra del och den avslutande bergig i nordöstra delen. Tävlingen anses av arrangörerna vara en ersättning för loppet Prix de l'Amitié (som lades ner 1988).
Utöver totalsegrare utses även en poängprisvinnare, en bergsprisvinnare, bästa ungdomscyklist, mest angreppsvillige deltagare och bästa lag.
Parallellt med loppet körs Tour de l'Ain Cadets för pojkar 15-16 år med avkortade etapper och tidigare starttid. Sedan 2007 körs även "motionsloppet" Tour de l'Ain Cyclosportive, med fri anmälan, dagen efter huvudtävlingens slut.

## Resultat

### Totalsegrare
- 2023  Michael Storer
- 2022  Guillaume Martin
- 2021  Michael Storer
- 2020  Primož Roglič
- 2019  Thibaut Pinot
- 2018  Arthur Vichot
- 2017  Thibaut Pinot
- 2016  Sam Oomen
- 2015  Alexandre Geniez
- 2014  Bert-Jan Lindeman
- 2013  Romain Bardet
- 2012  Andrew Talansky
- 2011  David Moncoutié
- 2010  Haimar Zubeldia
- 2009  Rein Taaramäe
- 2008  Linus Gerdemann
- 2997  John Gadret
- 2006  Cyril Dessel
- 2005  Carl Naibo
- 2004  Jérôme Pineau
- 2003  Axel Merckx
- 2002  Christophe Oriol
- 2001  Ivailo Gabrovski
- 2000  Sergej Jakovlev
- 1999  Grzegorz Gwiazdowski
- 1998  Cristian Gasperoni
- 1997  Bobby Julich
- 1996  David Delrieu
- 1995  Emmanuel Hubert
- 1994  Lylian Lebreton
- 1993  Emmanuel Magnien
- 1992  Denis Leproux
- 1991  Eric Drubay
- 1990  Denis Moretti
- 1989  Serge Pires-Léal

### Etappsegrare
Flest etappsegrar, fyra stycken, har (till och med 2022) fransmännen Alexandre Geniez (en vardera 2015, 2016, 2017 och 2019) och Thibaut Pinot (två 2011 samt en vardera 2012 och 2019).
Nordiska deltagare som vunnit etapper är norrmännen Thor Hushovd (en vardera 2000 och 2002) och Trond Kristian Karlsen (en 1995), dansken Brian Bach Vandborg (en 2007) samt svensken Glenn Magnusson (en 1996).